# Мандриченко Микола Іванович
Микола Іванович Мандриченко (нар. 12 березня 1958, Плахтіївка (Саратський район), Одеська область, УРСР) — радянський,футболіст, нападник, згодом — молдовський та український футбольний тренер.

## Кар'єра гравця
Вихованець ДЮСШ Сарати, перший тренер — І. Чирва. У 1977 році розпочав футбольну кар'єру в «Колосі» (Нікополь), звідки був призваний на військову службу. По завершенні військової служби став гравцем «Автомобіліста» (Тирасполь). У 1981 році захищав кольори одеського СКА. У 1982 році повернувся до тираспольського клубу, в складі якого 1989 року завершив футбольну кар'єру.

## Кар'єра тренера
По завершенні ігрової кар'єри розпочав тренерську діяльність. У 1990 році допомагав тренувати «Текстильник» (Тирасполь). У 1991—1993 роках навчався у Вищій школі тренерів у Москві. Потім працював у клубах «Норд-АМ-Поділля» (Хмельницький),
«Тигина» (Бендери) й «Тилігул» (Тирасполь). У 1999 році керував «Вікторією» (Кагул). У січні 2001 року призначений на посаду головного тренера клубу «Конструкторул» (Кишинів), в якому він працював до серпня 2001 року. З вересня 2001 року по червень 2002 року він очолював «Зімбру» (Кишинів). У 2003 році працював у футбольній академії тираспольського «Шерифу». На початку 2004 року взяв на себе керівництво в клубі «Красилів-Оболонь». Від липня до кінця 2004 року керував хмельницьким «Поділлям». Потім очолював юніорську збірну Молдови U-17. У сезоні 2010/11 років тренував другу команду «Зімбру» (Кишинів). У серпні-вересні 2014 року працював на посаді головного тренера «Динамо-Авто» (Тирасполь). Потім керував збірною Молдови з пляжного футболу.

## Особисте життя
Має двох синів, Костянтина та Дмитра, які також займаються футболом.